# توگینگ آم این
شهر توگینگ آم این (به آلمانی: Töging am Inn) در ایالت بایرن در کشور آلمان واقع شده‌است.